# 2005年ATP巡迴賽

## 男子單打成績
| ATP網球巡迴賽賽事   |
| 大滿貫賽事          |
| ATP年終賽（大師盃） |
| 超九大師賽賽事      |
| ATP黃金國際巡迴賽   |
| ATP其他賽事         |

| 地點                 | 比賽名稱                                   | 賽期              | 場地      | 冠軍             | 亞軍             | 決賽比分                    |
| -------------------- | ------------------------------------------ | ----------------- | --------- | ---------------- | ---------------- | --------------------------- |
| 多哈                 | 埃克森美孚 網球公開賽                      | 1月3 -8日         | 硬地      | # （瑞士）       |                  | 6-3, 6-1                    |
| 新西蘭 奧克蘭        | 奧克蘭喜力 網球公開賽                      | 1月10 -15日       | 慢速 硬地 | （智利）         | （比利時）       | 6-4, 6-2                    |
| 澳大利亞             | 網球賽 （Medibank 國際網球賽）             | 1月10 -16日       | 硬地      | # （澳大利亞）   | （捷克）         | 7-5, 6-0                    |
| 澳大利亞 墨爾本      | 澳大利亞網球公開賽 （澳網）                | 1月17 -30日       | 硬地      | # （俄羅斯）     | # （澳大利亞）   | 1-6, 6-3, 6-4, 6-4          |
| 美國 聖荷西          | SAP網球公開賽                              | 2月7 -13日        | 室內 硬地 | 羅迪克# （美國） | （法國）         | 6-0, 6-4                    |
| 荷蘭 鹿特丹          |                                            | 2月14 -20日       | 室內 硬地 | # （瑞士）       |                  | 5-7, 7-5, 7-65              |
| 阿聯酋               |                                            | 2月21 -27日       | 硬地      | # （瑞士）       |                  | 6-1, 66-7, 6-3              |
| 美國 印第安泉        | 太平洋 公開賽                              | 3月11 -20日       | 硬地      | # （瑞士）       | # （澳大利亞）   | 6-2, 6-4, 6-4               |
| 美國 邁阿密          | 納斯達克100 公開賽                         | 3月23日 -4月3日   | 硬地      | # （瑞士）       | （西班牙）       | 2-6, 64-7, 7-65, 6-3, 6-1   |
| 摩納哥               | 大師賽                                     | 4月11 -17日       |           | （西班牙）       | （阿根廷）       | 6-3, 6-1, 0-6, 7-5          |
| 美國                 | 美國男子泥地 網球錦標賽                    | 4月16 -24日       |           | 羅迪克# （美國） | （法國）         | 6-2, 6-2                    |
| 羅馬                 | 大利電訊 大師賽                            | 5月2 -8日         |           | （西班牙）       | （阿根廷）       | 6-4, 3-6, 6-3, 4-6, 7-66    |
| 德國 漢堡            | 漢堡大師賽                                 | 5月9 -15日        |           | # （瑞士）       | （法國）         | 6-3, 7-5, 7-64              |
| 法國 巴黎            | 法國網球公開賽 （法網）                    | 5月23日 -6月5日   |           | （西班牙）       | （阿根廷）       | 6-7, 6-3, 6-1, 7-5          |
| 德國                 |                                            | 6月6 -12日        | 草地      | # （瑞士）       | # （俄羅斯）     | 6-4, 66-7, 6-4              |
| 英國 倫敦            | 皇后會網球賽                               | 6月6 -12日        | 草地      | 羅迪克# （美國） |                  | 7-67, 7-64                  |
| 英國 倫敦            | （）                                       | 6月20日 -7月3日   | 草地      | # （瑞士）       | 羅迪克# （美國） | 6-2, 7-62, 6-4              |
| 瑞士                 | 瑞士 網球賽（Allianz 瑞士網球公開賽）      | 7月4 -10日        |           | # （阿根廷）     | （瑞士）         | 6-4, 6-4                    |
| 瑞典 Bastad          | 瑞典Bastad 網球賽（Synsam 瑞典網球公開賽） | 7月4 -10日        |           | # （西班牙）     | （捷克）         | 2-6, 6-2, 6-4               |
| 美國 印第安納 波利斯 | RCA網球錦標賽 *                            | 7月18 -24日       | 硬地      | （美國）         | （美國）         | 4-6, 6-0, 3-0 因傷中途棄權  |
| Umag                 | 克羅地亞 Umg網球公開賽                     | 7月25 -31日       |           | （阿根廷）       | 莫亞# （西班牙） | 6-2, 4-6, 6-2               |
| 奧地利               | 網球賽 （Generali奧地利 網球公開賽）       | 7月25 -31日       |           | # （阿根廷）     | （西班牙）       | 6-2, 4-6, 6-2               |
| 美國 華盛頓          | 梅森網球精英賽 （雷格梅森賽）*             | 8月1 -7日         | 硬地      | 羅迪克# （美國） | （美國）         | 7-5, 6-3                    |
| 加拿大 蒙特利爾      | 羅傑斯大師賽 *                             | 8月8 -14日        | 硬地      | # （西班牙）     | # （美國）       | 6-3, 4-6, 6-2               |
| 美國                 | 西南財團大師賽 *                           | 8月15 -21日       | 硬地      | # （瑞士）       | 羅迪克# （美國） | 6-3, 7-5                    |
| 美國 紐約            | 美國網球公開賽 （美網）                    | 8月29日 -9月11日  | 硬地      | # （瑞士）       | # （美國）       | 6-3, 2-6, 7-64, 6-1         |
| 中國 北京            | 中國網球公開賽 （中網）                    | 9月12 -18日       | 硬地      | # （西班牙）     | （阿根廷）       | 5-7, 6-1, 6-2               |
| 泰國 曼谷            | 泰國網球公開賽                             | 9月26日 -10月2日  | 室內 硬地 | # （瑞士）       | （英國）         | 6-3, 7-5                    |
| 西班牙 馬德里        | 馬德里大師賽                               | 10月17 -23日      | 室內 硬地 | # （西班牙）     |                  | 3-6, 2-6, 6-3, 6-4, 7-63    |
| 法國 巴黎            | BNP巴黎大師賽                              | 10月30日 -11月5日 | 室內 地毯 | （捷克）         |                  | 6-3, 6-4, 3-6, 4-6, 6-4     |
| 中國 上海            | ATP年終賽 （大師盃）                       | 11月13 -20日      | 室內 地毯 | （阿根廷）       | # （瑞士）       | 64-7, 611-7, 6-2, 6-1, 7-63 |

* - 美網系列賽 

# - 大滿貫得主（在奪得該項ATP賽事冠軍前已奪得至少一次大滿貫男單冠軍。）

## 外部連結

### ATP官方網頁
- ATP tournaments

### 大滿貫賽事
- 澳大利亞網球公開賽 (Australian Open)（页面存档备份，存于）
- 法國網球公開賽 (Roland Garros)
- (Wimbledon)（页面存档备份，存于）
- 美國網球公開賽 (US Open)（页面存档备份，存于）

### 超九大師賽賽事
- 印第安泉大師賽 (Pacific Life Open)（页面存档备份，存于）
- 邁阿密大師賽 (NASDAQ-100 Open)（页面存档备份，存于）
- 大師賽 (Masters Series Monte-Carlo)（页面存档备份，存于）
- 大利電訊大師賽 (Telecom Italia Masters Roma)
- 漢堡大師賽 (Masters Series Hamburg)
- 加拿大<蒙特利爾／多倫多>大師賽 (Rogers Masters)
- 西南財團大師賽 (Western & Southern Financial Group Masters)（页面存档备份，存于）
- 馬德里大師賽 (Masters Series Madrid)
- 巴黎大師賽 (BNP Paribas Masters)（页面存档备份，存于）

### ATP年終賽（大師盃）
- ATP年終賽 (大師盃) (Tennis Masters Cup Shanghai)（页面存档备份，存于）

### ATP黃金國際巡迴賽
- 鹿特丹 - 世界網球賽 (ABN AMRO World Tennis Tournament)（页面存档备份，存于）
- (Dubai Duty Free Men's Open)
- 奧地利網球賽 (Generali Open)（页面存档备份，存于）
- 華盛頓 - 梅森網球精英賽 (Legg Mason Tennis Classic)（页面存档备份，存于）

### ATP其他賽事
- 多哈 - 埃克森美孚網球公開賽 (Qatar ExxonMobil Open)（页面存档备份，存于）
- 奧克蘭 - 喜力網球公開賽 (Heineken Open)
- 網球賽 (Medibank International)（页面存档备份，存于）
- 聖荷西 - SAP網球公開賽 (SAP Open)
- - 美國男子泥地網球錦標賽 (U.S. Men's Clay Court Championships) （页面存档备份，存于）
- (Gerry Weber Open)（页面存档备份，存于）
- 倫敦 - 皇后會網球賽 (The Stella Artois Championships)（页面存档备份，存于）
- 瑞士網球賽 (Allianz Suisse Open Gstaad)
- 瑞典Bastad網球賽 (Synsam Swedish Open)
- 印第安納波利斯 - RCA網球錦標賽 (RCA Championships)
- Umag網球公開賽 (Croatia Open Umag)（页面存档备份，存于）
- 北京 - 中國網球公開賽 (China Open)（页面存档备份，存于）
- 曼谷 - 泰國網球公開賽 (Thailand Open)（页面存档备份，存于）